# Sankisa
Sankisa és una població del districte de Farrukhabad, a Uttar Pradesh, a 47 km de Farrukhabad (27° 20′ N, 79° 16′ E / 27.333°N,79.267°E) que se suposa és el lloc on Buda, junt amb Brahma i Devraj Indra, van baixar del cel després de donar uns sermons a la seva mare. Al lloc hi ha un temple amb estàtua de Buda i un dedicat a Bisari Devi a més d'un pilar d'Asoka i un lingam de Xiva. Alexander Cuningham la identifica com la capital del país anomenat Sankasya per Fa Hian i Kapitha per Hiuen Tsiang. Les ruïnes a la població són localment conegudes com "el Fort"; les del temple de Bisari Debi són mig km al sud.